# تایلر (کالیفرنیا)
تایلر، کالیفرنیا (به انگلیسی: Tyler, California) یک منطقهٔ مسکونی در ایالات متحده آمریکا است که در شهرستان مادرا واقع شده‌است.

## خصوصیات
تایلر ۶۰ متر بالاتر از سطح دریا واقع شده‌است.